# Pamela Healy
Pamela Katherine Healy (São Francisco, 24 de junho de 1963) é uma velejadora estadunidense.

## Carreira
Pamela Healy representou seu país nos Jogos Olímpicos de 1992, no qual conquistou uma medalha de bronze na classe  470. 